# Stetten am kalten Markt
Stetten am kalten Markt – miejscowość i gmina w Niemczech, w kraju związkowym Badenia-Wirtembergia, w rejencji Tybinga, w regionie Bodensee-Oberschwaben, w powiecie Sigmaringen, siedziba wspólnoty administracyjnej Stetten am kalten Markt. Leży w Jurze Szwabskiej, ok. 12 km na północny zachód od Sigmaringen.
Na terenie gminy znajduje się baza wojskowa i poligon Bundeswehry Heuberg.